# Gran Salitral
El Gran Salitral, también llamado Salina Grande o Salitral Encantado es un salar que se encuentra en una extensa depresión endorreica en el occidente de la provincia de La Pampa, en el centro-oeste de la Argentina. 

## Características generales
Pertenece a la región natural: llanuras aluviales del Atuel-Salado. Se trata de una laguna muy somera o un salar, según la época del año. Se sitúa en la región oeste de la provincia de La Pampa (centro-occidente de la Argentina), en los departamentos de Puelén (la mitad oeste) y Limay Mahuida (la mitad este). Se encuentra localizado en las coordenadas: 37°26′19″S 67°0′47″O / -37.43861, -67.01306.
Se sitúa en una cubeta o depresión del paisaje circundante. Posee un diámetro máximo en sentido latitudinal de 28 km y en sentido longitudinal de 22 km. Posee una superficie de unas 60 000 hectáreas. Por el oeste está separada de la Ruta Nacional 151 por las bardas de Vallejos y del Chinchín, borde oriental de la meseta El Fresco (que alcanza una altitud de 450 m s. n. m.), la que también la separa de otra gran salina: el salitral de la Perra. En el borde nordeste se encuentra el cerro Alto, cerca del puesto La Genoveva. Su margen nordeste está a 30 km de la Ruta Nacional 143, si bien la misma se encuentra al otro lado del río Salado o Chadileuvú, el cual suele estar seco. Hacia el sudeste, las bardas Las Guachas la separan de otro cuerpo salobre: las salinas Chicas. La ribera austral de la salina Grande está a 14 km de la llamada ‘‘Ruta del Desierto’’, la Ruta Provincial 20 (asfaltada).
Hidrología
El Gran Salitral es un centro de evaporación, el cual recibe esporádicos aportes hídricos de torrentes efímeros, de uadis y, en ocasiones, escurrimientos de dos arroyos temporarios. El primero es el arroyo el Potrol (y los bañados homónimos), que nace en la laguna El Juncal, la cual es alimentada por el arroyo de la Barda, un brazo activo del río Atuel. El otro es el esporádico arroyo de la Barda, que colecta el agua de las lluvias que caen en las barrancas situadas al oeste y noroeste. Por el nordeste también recibe ocasionales aportes del río Salado o Chadileuvú.
Geología y suelos
Se trataría de un pfannen, es decir, su origen podría ser eólico. Su suelo es del orden de los entisoles (materiales aluviales salinizados). Las bardas que lo enmarcan poseen vulcanitas, rodados tehuelches y abundantes médanos compuestos por arenas eólicas con un mínimo o nulo desarrollo edáﬁco. Del lado sur pertenece al Glacís del Atuel.
Este salar —y sus playas— estaría elaborado sobre la Formación Cerro Azul. Esta es la localidad típica de la Formación Gran Salitral, ya que aflora en su margen sudoccidental, y es definida por las tobas y margas con paleosuelos del Eoceno inferior, si bien también fue propuesto que incluiría el conjunto de areniscas líticas, limolitas, arcilitas y calizas, que afloran en la costa sur del salar.
En el borde occidental del salar, la presencia de areniscas, margas y calizas amarillentas y verdosas señala los escasos aﬂoramientos de la formación Roca, relacionada con la cuenca Neuquina. Por sobre dicha formación se posiciona la Formación Vaca Mahuída, con destacados aﬂoramientos en la meseta de El Fresco; está constituida por pelitas, areniscas, calizas, tobas, chonitas, cineritas y tuﬁtas, de edad olocénica.
Clima
Su clima es de desierto patagónico, próximo a la transición con el del desierto pampeano. Las temperaturas medias son de 14,8 °C, con fuerte contraste entre el verano y el invierno y entre las máximas y mínimas de un mismo día. Las precipitaciones, las que en el invierno pueden llegar a caer en forma de nieve, acumulan alrededor de 350 mm anuales.
Productividad
La única actividad productiva en el área es la ganadería caprina y ovina, con un menor número de bovinos. El sistema es extensivo, con cargas muy bajas debido al pobre aporte forrajero que representan las pasturas naturales bajo un clima de escasas precipitaciones.

## Biodiversidad

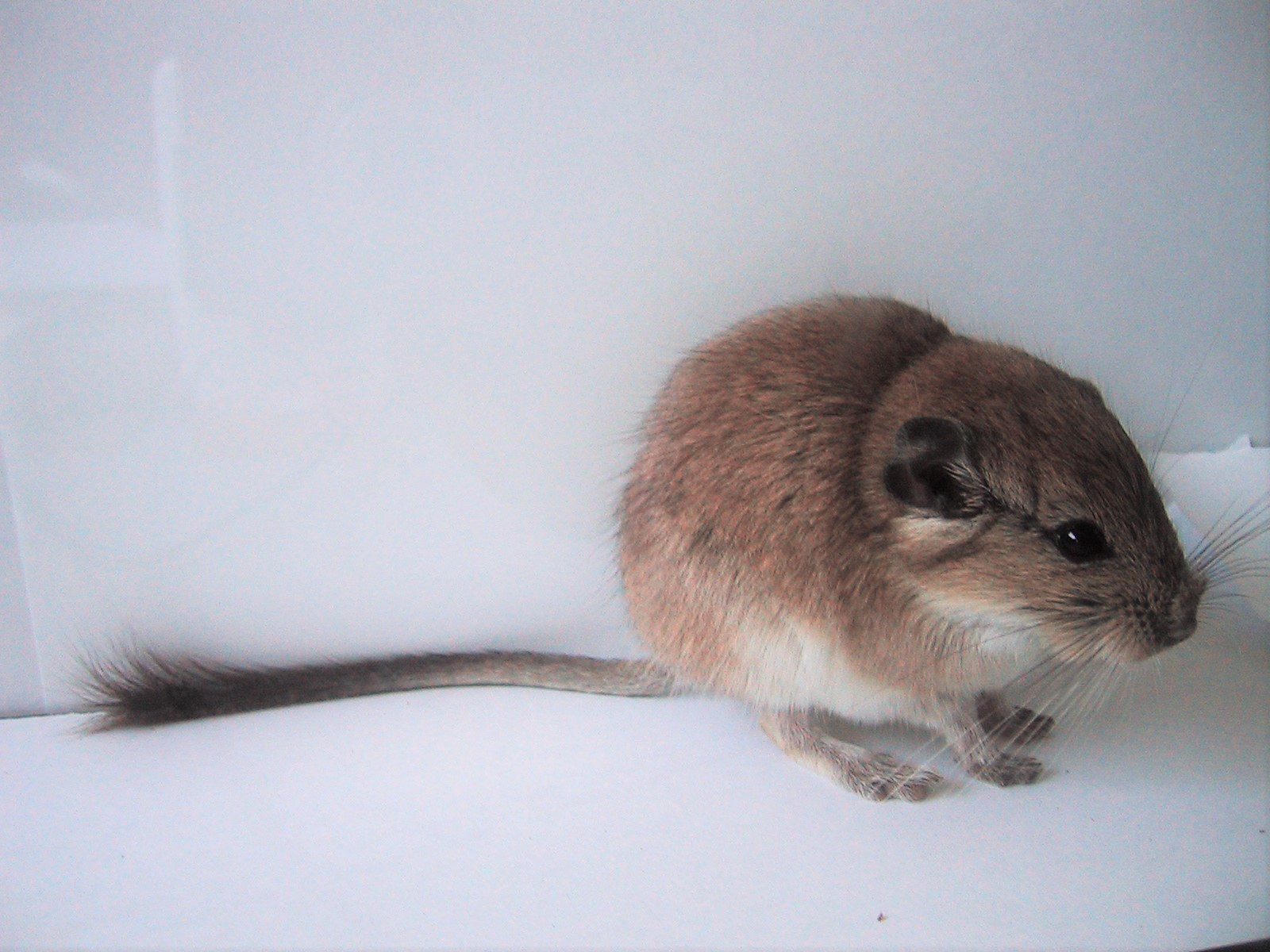
Rata vizcacha colorada (Tympanoctomys barrerae), mamífero roedor característico de este salar

Las particularidades del área han llevado a la provincia a proponerla como una de las posibles reservas provinciales, con el nombre de Salitral Encantado.
Ecorregiones
Ecorregionalmente se encuentra en la Ecorregión terrestre del monte de llanuras y mesetas. Se trata de un semidesierto arbustivo.
Flora
Fitogeográficamente la vegetación dominante es un arbustal abierto adscripto al distrito fitogeográfico del monte de llanuras y mesetas de la provincia fitogeográfica del monte, el cual cubre todo el oeste pampeano.
En los bordes de este salar la vegetación es halofítica, destacando Atriplex, Heterostachys ritteriana, Suaeda divaricata y el retamo (Bulnesia retama).
Fauna
Entre sus especies faunísticas destacan la tortuga terrestre patagónica (Chelonoidis chilensis), el guanaco austral (Lama guanicoe guanicoe), la mara (Dolichotis patagonum) y el puma patagónico (Puma concolor puma).
La más curiosa es la rata vizcacha colorada (Tympanoctomys barrerae), un roedor fosorial adaptado a vivir en ambientes salinos.
Genéticamente, es tetraploide, es decir, posee cuatro juegos de cromosomas, característica anormal entre los mamíferos que generalmente son diploides.

## Acceso
Es posible acceder a la ribera austral y occidental de la salina desde la llamada ‘‘Ruta del Desierto’’, la Ruta Provincial 20 (asfaltada) y luego tomando la Ruta Provincial 23, un camino de tierra rectilíneo que parte en dirección al norte y que llega al sector sudoeste (Puesto ‘‘La Porfia’’ y aguada Los Toros) luego de 23 km.